# Джордж Гровс
Джордж Роберт Гровс (англ. George Robert Groves;13 грудня 1901 — 4 вересня 1976) — американський звукорежисер, який відіграв значну роль у розвитку технологій, які принесли звук німому кіно. В кар'єрі у Warner Brothers, яка охопила 46 років, він став заступником директора по звукових ефектах і виграв дві нагороди Академія кінематографічних мистецтв і наук.

## Біографія
Джордж народився 13 грудня 1901 року над перукарнею на Дюк-Стріт 57, Сент-Хеленс, Ланкашир, Англія. Його батько, Джордж Альфред Гровс був перукарем і талановитий музикантом, який заснував перший духовий оркестр в Сент-Хеленсі. Його син Джордж-молодший грав на декількох інструментах (особливо добре на трубі). Джордж отримав освіту в початковій школі Nutgrove і гімназії Cowley в Сент-Хеленсі. Після чого Джордж отримав стипендію в університеті Ліверпуля, який він закінчив в 1922 році з відзнакою за спеціальністю інженер-телефонії. Він провів рік в Кавентрі працюючи над розвитком ранніх бездротових приймачів на General Electric Company, які потім застосовувалися для роботи в Сполучених Штатах. З 1 грудня 1923 року Джордж переїхав до Нью-Йорку.
В 1925 роціWarner Brothers створили Vitaphone Corporation. У 1926 роціДжордж Гроувз був найнятий Vitaphone і займався записом саундтрека до картини Джона Беррімора Дон Жуан (1926). Це був перший повнометражний фільм, який мав синхронізовану музику виконану нью-йоркською філармонією. Гровс розробив інноваційну техніку мульти-мікрофонного запису звуку 107-струнного оркестру. Джордж Гровс записав звук для фільму Співак джазу (1927), новаторського фільму, який зробив революцію в кіноіндустрії.
Під час Другої світової війни Гровс служив у першому кінематографічному відділі армії ВВС.
Джордж Гровс помер від серцевого нападу 4 вересня 1976 року, він похований на кладовищі Голлівуд-Гілс.

## Премія «Оскар»
Гровс виграв дві нагороди Академії і був номінований ще шість разів, в категорії найкращий звук.

### Перемоги
- Сайонара / Sayonara (1957)
- Моя прекрасна леді / My Fair Lady (1964)

### Номінації
- Пісня полум'я / The Song of the Flame (1930)
- Історія черниці / The Nun's Story (1959)
- Схід сонця в Кампобелло / Sunrise at Campobello (1960)
- Музикант / The Music Man (1962)
- Великі гонки / The Great Race (1965)
- Хто боїться Вірджинії Вульф? / Who's Afraid of Virginia Woolf? (1966)